# Marko Kon
Marko Kon (in cirillico serbo: Марко Кон; Belgrado, 20 aprile 1972) è un cantante serbo.
Ha partecipato all'Eurovision Song Contest 2009 come rappresentante della Serbia presentando il brano Cipela insieme a Milaan.